# Hideyuki Ohashi
Hideyuki Ohashi (大橋 秀行 Ōhashi Hideyuki?,  n. Tokio, 8 de marzo de 1965) es un exboxeador japonés. Conquistó los títulos mundiales de peso mínimo del Consejo Mundial de Boxeo y la Asociación Mundial de Boxeo.

## Trayectoria
Inició su carrera profesional el 12 de febrero de 1985 con victoria por nocaut ante Masakatsu Aikata. Posteriormente trató de obtener en dos ocasiones el cetro de peso minimosca del Consejo Mundial de Boxeo (CMB) en los años 1988 y 1990, sin éxito. Sin embargo, el 7 de febrero de este año derrotó a Jum-Hwan Choi por decisión unánime para lograr el título mundial de peso mínimo del CMB, pero lo perdió en su segunda defensa frente a Ricardo López por nocaut técnico.
El 14 de octubre de 1990 Ohashi se agenció el cinturón de campeón de peso mínimo, esta vez por la Asociación Mundial de Boxeo ante Hi-Yong Choi y lo perdió en su primera defensa frente a Chana Porpaoin por decisión mayoritaria. Después de su carrera profesional ha sido promotor y mánager de boxeo.